# قطعنامه ۵۳۷ شورای امنیت
قطعنامه ۵۳۷ شورای امنیت سازمان ملل متحد که در تاریخ ۲۲ سپتامبر ۱۹۸۳ تصویب شد، سندی بین‌المللی دربارهٔ پذیرش اعضای جدید سازمان ملل متحد: سنت کیتس و نویس است. این قطعنامه طی نشست ۲۴۷۹ام با ۱۵ موافق، ۰ مخالف و ۰ ممتنع تصویب شد.